# Canoagem nos Jogos Pan-Americanos de 2019 - K-1 slalom feminino
A competição do K-1 slalom feminino foi um dos eventos da canoagem nos Jogos Pan-Americanos de 2019. Foi disputada no Rio Canete, localizado na cidade de Lunahuaná, no Peru nos dias 3 e 4 de agosto.

## Calendário
Horário local (UTC-5).
| Data        | Horário | Fase      |
| ----------- | ------- | --------- |
| 3 de agosto | 10:32   | Baterias  |
| 4 de agosto | 10:20   | Semifinal |
| 4 de agosto | 11:59   | Final     |

## Medalhistas
| Ouro   | USA Evy Leibfarth  |
| Prata  | ARG Nadia Riquelme |
| Bronze | MEX Sofia Reinoso  |

## Resultados

### Baterias
| Colocação | Canoísta            | Nacionalidade      | Bateria 1 | Bateria 1 | Bateria 1 | Bateria 2 | Bateria 2 | Bateria 2 | Melhor tempo | Notas |
| Colocação | Canoísta            | Nacionalidade      | Tempo     | Pen.      | Total     | Tempo     | Pen.      | Total     | Melhor tempo | Notas |
| --------- | ------------------- | ------------------ | --------- | --------- | --------- | --------- | --------- | --------- | ------------ | ----- |
| 1         | Evy Leibfarth       | USA Estados Unidos | 85.88     | 0         | 85.88     | 86.13     | 0         | 86.13     | 85.88        | Q     |
| 2         | Omira Estácia       | BRA Brasil         | 90.07     | 2         | 92.07     | 90.79     | 2         | 92.79     | 90.07        | Q     |
| 3         | Nadia Riquelme      | ARG Argentina      | 97.94     | 2         | 99.94     | 97.86     | 4         | 101.86    | 99.94        | Q     |
| 4         | Ana Paula Fernandez | PAR Paraguai       | 103.37    | 0         | 103.37    | 103.70    | 0         | 103.70    | 103.37       | Q     |
| 5         | Olivia Norman       | CAN Canadá         | 99.50     | 4         | 103.50    | 104.87    | 4         | 108.87    | 103.50       | Q     |
| 6         | Sofia Reinoso       | MEX México         | 102.03    | 2         | 104.03    | 102.33    | 4         | 106.33    | 104.03       | Q     |
| 7         | Maria Inzunza       | CHI Chile          | 114.79    | 4         | 118.79    | 107.81    | 8         | 115.81    | 115.81       | Q     |
| 8         | Lenni Ramirez       | PER Peru           | 127.41    | 6         | 133.41    | 120.90    | 10        | 130.90    | 130.90       |       |
| 9         | Emily Vega          | VEN Venezuela      | 168.65    | 154       | 322.65    | 181.38    | 14        | 195.38    | 130.90       |       |

### Semifinal
A semifinal ocorreu dia 4 de agosto às 10:20. 
| Colocação | Canoísta            | Nacionalidade      | Tempo  | Pen. | Total  | Notas |
| --------- | ------------------- | ------------------ | ------ | ---- | ------ | ----- |
| 1         | Evy Leibfarth       | USA Estados Unidos | 95.02  | 2    | 97.02  | Q     |
| 2         | Omira Estácio       | BRA Brasil         | 97.72  | 0    | 97.72  | Q     |
| 3         | Olivia Norman       | CAN Canadá         | 112.19 | 0    | 112.19 | Q     |
| 4         | Nadia Riquelme      | ARG Argentina      | 109.05 | 6    | 115.05 | Q     |
| 5         | Sofia Reinoso       | MEX México         | 109.15 | 6    | 115.15 | Q     |
| 6         | Ana Paula Fernandez | PAR Paraguai       | 113.64 | 2    | 115.64 | Q     |
| 7         | Maria Inzunza       | CHI Chile          | 124.35 | 10   | 134.35 |       |

### Final
A final ocorreu dia 4 de agosto às 11:59. 
| Colocação         | Canoísta            | Nacionalidade      | Tempo   | Pen. | Total  | Notas |
| ----------------- | ------------------- | ------------------ | ------- | ---- | ------ | ----- |
| Medalha de ouro   | Evy Leibfarth       | USA Estados Unidos | 93.70   | 0    | 93.70  |       |
| Medalha de prata  | Nadia Riquelme      | ARG Argentina      | 103.70  | 0    | 103.70 |       |
| Medalha de bronze | Sofia Reinoso       | MEX México         | 110.20  | 2    | 112.20 |       |
| 4                 | Olivia Norman       | CAN Canadá         | 114.59  | 0    | 114.59 |       |
| 5                 | Ana Paula Fernandez | PAR Paraguai       | 114.543 | 2    | 116.43 |       |
| 6                 | Omira Estácia       | BRA Brasil         | 98.74   | 52   | 150.74 |       |